# بشمسواف شيش
بشمسواف شيش (11 أكتوبر 1972 في وارسو)  هو دبلوماسي بولندي. عمل سفيرًا لبولندا لدى مقدونيا بين عامي (2011-2013) وممثلًا لبولندا لدى السلطة الوطنية الفلسطينية بين عامي (2019-2024).

## جوائز مستلمة
في 31 أغسطس 2024، منحه الرئيس الفلسطيني محمود عباس درجة «نجمة الصداقة» من وسام الرئيس محمود عباس وذلك: «تقديرا لدوره في تعزيز علاقات الصداقة والتعاون بين فلسطين وبولندا، وتثمينا لدوره في دعم الشعب الفلسطيني ونصرة القضية العادلة على طريق الحرية والاستقلال.»